# Максименко Петро Іванович
Макси́менко Петро́ Іва́нович — солдат Збройних сил України, учасник російсько-української війни.

## Життєпис
В часі війни — солдат, 95-а окрема аеромобільна бригада, 1-а рота 1-го батальйону.
Призваний по мобілізації у квітні 2014-го.
19 жовтня 2014 року загинув при відбитті атаки російських збройних формувань на аеропорт Донецька.
За іншими даними, загинув у боях за 32-й блокпост.
Вдома залишилися батьки та два брати. Похований у своєму селі 2 листопада 2014-го.

## Нагороди
31 жовтня 2014 року за особисту мужність і героїзм, виявлені у захисті державного суверенітету та територіальної цілісності України, вірність військовій присязі під час російсько-української війни, відзначений — нагороджений орденом «За мужність» III ступеня (посмертно).